# Birgit Drießen-Hölscher
Birgit Drießen-Hölscher (* 1. August 1964 in Aachen; † 16. November 2004 in Südafrika) war eine deutsche Chemikerin.

## Leben
Birgit Drießen-Hölscher studierte an der RWTH Aachen Chemie und promovierte bei Wilhelm Keim mit einer Arbeit zur Homogenen Katalyse. Nach der anschließenden Habilitation im Jahr 2000 im Fachbereich Technische Chemie erfolgte 2002 ein Ruf an die Universität Paderborn. Schwerpunkt ihrer Arbeit war die Homogene Katalyse und die Mehrphasenkatalyse. Sie war unter anderem Studiengangsmanagerin, Mitglied des Prüfungsausschusses und Vorsitzende des Instituts für Chemie und Technologie der Kunststoffe. 
Am 16. November 2004 verstarb sie unerwartet während eines Vortrags in Südafrika.
Das Fachbuch Regulated Systems for Multiphase Catalysis von Walter Leitner und Markus Hölscher ist Birgit Drießen-Hölscher gewidmet.

## Werke (Auswahl)
- Multiphase Homogeneous Catalysis. Advances in Catalysis 42, Dezember 1998.[4]
- gemeinsam mit Thomas Prinz: Biphasic Catalyzed Telomerization of Butadiene and Ammonia: Kinetics and New Ligands for Regioselective Reactions. Chemistry - A European Journal 5(7), Juli 1999.
- Kapitel 6: Application of Cp*-Ruthenium(II) Catalysts in Stereoselective Hydrogenation of Sorbic Acid; Kapitel 19: Applications of Palladium Catalysts in the Polymerization of Ethene/Carbon Monoxide and Telemerization of Butadiene/Ammonia. In: Synthetic Methods of Organometallic and Inorganic Chemistry, Volume 10: Catalysis, 2002.
- gemeinsam mit Stephan Steines und Ulli Englert: Stereoselective catalytic hydrogenation of sorbic acid and sorbic alcohol with new Cp*Ru complexes. Chemical Communications, 2000.
- von Ellen Hermanns und Jens Hasenjäger: PEG-Modified Ligands for catalysis and catalyst Recycling in thermoregulatecd Systems. Topics in Organometallic Chemistry, Volume 23, 2007.
- von Stephan Steines und Ulli Englert: Stereoselective Catalytic Hydrogenation of Sorbic Acid and Sorbic Alcohol with New Cp*Ru Complexes. ChemInform 31(19), 2010.